# Liste de chefs de gouvernement de la Géorgie
Pour les articles homonymes, voir Premier ministre.
Ce tableau liste les Premiers ministres successifs de Géorgie.

## Histoire
Durant la présidence d'Edouard Chevardnadze (1992-2003), une nouvelle Constitution est adoptée le 24 août 1995 : le président devient le chef du gouvernement et le poste de Premier ministre est aboli. Cependant, le président prend très vite l'habitude de nommer un « ministre d'État » dont le rôle n'est pas défini dans la constitution, mais qui a de facto le premier rang dans l'ordre protocolaire du gouvernement.
Au début de la présidence de Mikheil Saakachvili, une loi constitutionnelle datée du 6 février 2004 amende la Constitution et rétablit le poste de Premier ministre : il est chef du gouvernement et responsable devant le parlement qui peut le renverser par deux motions de censure successives votées par les deux tiers des députés,.

## Listes

### Mtsignobartoukhoutsessi (1101 -XIVesiècle)
- 1101 - 1118 : Georges Ier de Tchqondidi
- 1118 - 1141 : Simon de Tchqondidi
- 1141 - 1161 : ???
- 1161 - 1178 : Jean de Tchqondidi
- 1178 - 1184 : Antoine de Tchqondidi
- 1184 - 1190 : Michel de Tchqondidi
- 1190 - 1205 : ???
- Vers 1205/6 : Théodore de Tchqondidi
- 1206 - 1235 : ???
- 1235 - 1248 : Arsène de Tchqondidi
- 1248 - 1265 : Basile de Tchqondidi
- Après 1265 : ???
- XIVe siècle : Georges de Tchqondidi

### Atabeg (1212 - 1490)
- 1212 - 1227/8 : Jean Mkhargrdzeli
- 1228 - 1261 : ???
- 1261 - 1270 : Schanshcé III Mkhargrdzeli
À partir de 1270, le titre d'Atabeg fut porté par plusieurs nobles, tous prétendant être l'unique second du roi et tous soutenus par les nobles ou par une puissance étrangère (Mongols ou Turcs)

| Princes Mkhargdzeli                                                                                            | Mankaberdeli                                                       | Ducs de Meschie |
| --- | ------------------------------------------------------------------ | --- |
| - 1270 : 1320 : Schanché III - Vers 1342 : Vahram Ier - Jusqu'en 1358 : Zacharie IV - Après 1358 : Schanché IV | - 1270 - 1273 : Sadoun III - 1273 - 1307 : Khoutlou-Chah (de jure) | - 1308 - 1334 : Serge II - 1334 - 1361 : Qvarqvaré II - 1361 - 1391 : Beka II - 1391 - 1444 : Jean III - 1444 - 1451 : Aghbougha Ier - 1451 - 1463 : Qvarqvaré III |

### Présidents du gouvernement (1918 - 1921)
- 26 mai 1918 - 24 juillet 1918 : Noé Ramichvili
- 24 juillet 1918 - 18 mars 1921 : Noé Jordania

En 1921, l'Armée rouge envahit la République démocratique de Géorgie, qui devient une république soviétique. Le gouvernement s'exile à la demande du Parlement, d'abord à Constantinople, puis à Leuville-sur-Orge en France, où il continue d'exister virtuellement jusqu'en 1954.
- 18 mars 1921 - 11 janvier 1953 : Noé Jordania
- 11 janvier 1953 - 5 juin 1954 : Evguéni Guéguétchkori

### Présidents des Commissaires du Conseil du Peuple (1922 - 1946)
- 7 mars - avril 1922 : Polikarp Mdivani
- Avril 1922 - janvier 1923 : Sergueï Kavtaradze
- Janvier 1923 - Juin 1927 : Chalva Eliava
- Juin 1927 - Juin 1929 : Lavrenti Kartvelichvili
- Juin 1929 - Janvier 1931 : Philippe Makharadze
- Janvier - 22 septembre 1931 : Levan Soukhichvili
- 22 septembre 1931 -Juin 1937 : Guerman Mgaloblichvili
- 9 juillet 1937 - 14 avril 1946 : Valerian Bakradze

### Présidents du Conseil des Ministres (1946 - 1991)
- 15 avril -décembre 1946 : Valerian Bakradze (1re fois)
- décembre 1946 - 6 avril 1952 : Zacharie Tchkhoubianichvili
- 6 avril 1952 - 16 avril 1953 : Zacharie Ketchkhaveli
- 16 avril - 20 septembre 1953 : Valerian Bakradze (2e fois)
- 21 septembre 1953 - 17 décembre 1975 : Guivi Javakhichvili
- 17 décembre 1975 - 5 juin 1982 : Zourab Pataridze
- 2 juillet 1982 - 12 avril 1986 : Dimitri Kartvelichvili
- 12 avril 1986 - 29 mars 1989 : Otar Tcherkezia
- 29 mars - 14 avril 1989 : Zourab Tchkheidze
- 14 avril 1989 - 15 novembre 1990 : Nodar Tchitanava
- 15 novembre 1990 - 9 avril 1991 : Tenguiz Sigoua

### Depuis 1991

#### Premiers ministres (1991-1995)
- 9avril - 18 août 1991 : Tenguiz Sigoua (première fois)
- 18août - 23 août 1991 : Mourman Omanidze (intérim)
- 23 août 1991 - 6 janvier 1992 : Bessarion Gougouchvili
- 6 janvier 1992 - 6 août 1993 : Tenguiz Sigoua (seconde fois)
- 6août - 20 août 1993 : Edouard Chevardnadze (intérim)
- 20 août 1993 - 5 octobre 1995 : Otar Patsatsia

#### Premiers ministres (depuis 2004)
- 11 février 2004 - 3 février 2005 : Zourab Jvania
- 3 - 17 février 2005 : Guiorgui Baramidze (intérim)
- 17 février 2005 - 16 novembre 2007 : Zourab Noghaïdeli
- 22 novembre 2007 - 1er novembre 2008 : Vladimer Gourguenidze
- 1er novembre 2008 - 6 février 2009 : Grigol Mgaloblichvili
- 6 février 2009 - 30 juin 2012 : Nikoloz Guilaouri
- 4 juillet - 25 octobre 2012 : Vano Merabichvili
- 25 octobre 2012 - 20 novembre 2013 : Bidzina Ivanichvili
- 20 novembre 2013 - 30 décembre 2015 : Irakli Garibachvili
- 30 décembre 2015 - 20 juin 2018 : Guiorgui Kvirikachvili
- 20 juin 2018 - 2 septembre 2019 : Mamouka Bakhtadze
- 8 septembre 2019 - 18 février 2021  : Giorgi Gakharia
- 18 - 22 février 2021 : Maïa Tskitichvili (intérim)
- 22 février 2021 - 8 février 2024 : Irakli Garibachvili
- Depuis le 8 février 2024 : Irakli Kobakhidze